# 木島正明
木島 正明（きじま まさあき、1957年 - ）は、日本の金融工学者。理学博士（東京工業大学）、学術博士（Ph.D）。京都大学大学院経済学研究科教授、広島大学情報科学部長等を経て、周南公立大学福祉情報学部長。
専門は金融工学、応用確率論であり、研究テーマは金融リスク管理、派生証券の価格付け。2007年に発表された「AA-Kijima Model」は全国的に採用された。

## 経歴
- 1980年　東京工業大学理学部情報科学科卒業
- 1985年　東京工業大学大学院理工学研究科情報科学専攻博士課程修了（理学博士）論文の題は「The bivariate Laguerre transform and its applications(二変数ラゲール変換法とその応用)」[3]。
- 1986年　ロチェスター大学経営大学院博士課程修了（学術博士/Ph.D）
- 1986年　東京工業大学理学部助手
- 1989年　筑波大学社会工学系助教授
- 1989年　東京都立大学経済学部教授
- 2001年　京都大学大学院経済学専攻教授
- 2007年　首都大学東京社会科学研究科教授
- 2018年　広島大学情報科学部長
- 2022年　周南公立大学福祉情報学部長[1]、周南公立大学地域DX教育研究センターセンター長[4]

## 受賞
- 第18回日本オペレーションズ・リサーチ学会文献賞
- 日本応用数理学会論文賞（1999）

## 著書
- 『ランダムウォークとブラウン運動 (ファイナンス工学入門)』日科技連出版社 1994
- 『派生証券の価格付け理論 (ファイナンス工学入門)』日科技連出版社 1994
- 『金融数学・確率統計 (EXCELで学ぶファイナンス)』金融財政事情研究会 1995
- 『期間構造モデルと金利デリバティブ (シリーズ 現代金融工学)』朝倉書店 1999
- 『金融工学―経済学入門シリーズ』日経文庫 2002

### 共著
- 『ファイナンスのための確率過程』（森村英典、木島正明）日科技連出版社 1991
- 『数値計算法 (ファイナンス工学入門第3部〉』（木島正明、近江義行、長山いづみ）日科技連出版社 1996
- 『信用リスク評価の数理モデル (シリーズ 現代金融工学)』（木島正明、小守林克哉）朝倉書店 1999
- 『経済と金融工学の基礎数学 (シリーズ 現代金融工学)』（木島正明、岩城秀樹）朝倉書店 1999
- 『市場リスクの計量化とVaR (シリーズ 現代金融工学)』（山下智志、木島正明）朝倉書店 2000
- 『ボラティリティ変動モデル (シリーズ 現代金融工学)』（渡部敏明、木島正明）朝倉書店 2000
- 『マーケティングの数理モデル (経営科学のニューフロンティア)』（岡太彬訓、守口剛、木島正明）朝倉書店 2001
- 『EXCEL&VBAで学ぶファイナンスの数理』（木島正明、青沼君明）金融財政事情研究会 2003
- 『資産の価格付けと測度変換 (シリーズ・金融工学の新潮流)』（木島正明、田中敬一）朝倉書店 2007
- 『リアルオプションと投資戦略 (シリーズ 金融工学の新潮流)』（木島正明、芝田隆志、中岡英隆）朝倉書店 2008
- 『金融工学ハンドブック』（木島正明 監訳）朝倉書店 2009
- 『ファイナンス理論入門 -- 金融工学へのプロローグ』（木島正明、鈴木輝好、後藤允）朝倉書店 2012